# Tegenaria marinae
Tegenaria marinae là một loài nhện trong họ Agelenidae.
Loài này thuộc chi Tegenaria. Tegenaria marinae được Paolo Marcello Brignoli miêu tả năm 1971.